# Euphaedra fontainei
Euphaedra fontainei är en fjärilsart som beskrevs av Jacques Hecq 1977. Euphaedra fontainei ingår i släktet Euphaedra och familjen praktfjärilar. Inga underarter finns listade i Catalogue of Life.